# Julius Wibergh
Johan Julius Wibergh, född 15 april 1856 i Maria Magdalena församling i Stockholm, död 1 juli 1930 i Hedvig Eleonora församling i Stockholm, var en svensk musikpedagog och körledare. Wibergh studerade vid Stockholms Musikkonservatorium 1881–1884. Han blev 1888 organist i Östra Torp i Skåne och 1892 kantor i Tyska kyrkan i Stockholm. Han ledde Neptunikören och Stockholms typografiska förenings sångkör och blev 1908 kormästare vid Oscarsteatern. Han belönades med medaljen Litteris et Artibus 1903.
Wibergh har komponerat och arrangerat musik, framförallt för kör.
Julius Wibergh var far till Olof Wibergh.